# Lena Katina
Elena Sergeevna Katina (russe : Елена Сергеевна Катина) dite Lena Katina née le 4 octobre 1984 à Moscou, est une chanteuse russe. Elle fait partie du duo t.A.T.u., aux côtés de Julia Volkova. Formé à Moscou sous la direction d'Ivan Shapovalov en mars 1999, le groupe signe un contrat avec Universal Music Russia, puis avec Interscope Records, le sous-label d'Universal, en 2001. En mars 2011, un communiqué de presse est publié, déclarant officiellement la séparation du duo. 
En 2014, la chanteuse sort son premier album, This Is Who I Am, qui est réédité en espagnol sous le nom Esta Soy Yo deux ans plus tard. En 2019, elle publie son deuxième album, Mono.

## Biographie

### 1984 - 1998: Jeunesse et début de carrière
Katina naît le 4 octobre 1984 à Moscou. Son père, Sergey Katin, est compositeur et sa mère, Inessa Vsevolodnovna, est pianiste,. A l'âge de 10 ans, elle fait partie du groupe « Avenue » en tant que soliste. Trois ans plus tard, elle quitte le groupe pour devenir membre du chœur d'enfants russe Neposedy, où elle rencontre Julia Volkova. En 1999, elle quitte Neposedy pour rejoindre t.A.T.u..  

### 1999 - 2011: t.A.T.u
Le créateur et ancien manager de t.A.T.u., Ivan Shapovalov, élabore l'image du duo afin de miser sur le fantasme des lesbiennes écolières, et d'attirer une fandom diversifiée,. De nombreux sites web russes prétendent que Volkova quitte t.A.T.u. pour se lancer en solo en mars 2009. Le blog officiel rejette les allégations selon lesquelles elle aurait quitté le groupe, mais indique que les deux filles mèneront désormais des projets solo distincts. Cependant, en janvier 2010, le duo publie une vidéo dans laquelle il affirme qu'il est toujours ensemble et qu'il prévoit d'autres chansons dans l'année. En mars 2011, la dissolution officielle de t.A.T.u. est annoncée.

### 2011 - présent: Après t.A.T.u
Katina organise un événement pour les fans à Los Angeles le 29 mai 2010 et donne son premier concert en solo le lendemain au Troubadour. Elle publie une chanson de son prochain album, intitulée Lost in this Dance. Le 19 septembre 2011, Katina publie la chanson Waiting. Un an plus tard, elle collabore avec le rappeur russe T-Killah sur le titre Shot.
En 2014, la chanteuse sort son premier album, This Is Who I Am, qui est réédité en espagnol sous le nom Esta Soy Yo deux ans plus tard. En 2019, elle publie son deuxième album, Mono.
En 2020, Lena Katina rejoint Sergey Lazarev, ancien membre de Neposedy, en tant que juge dans la série de téléréalité All Together Now!/Ну-ка, все вместе ! sur la chaîne Rossiya 1, où les capacités de chant d'un candidat sont jugées par une équipe de 100 musiciens.

## Vie privée
Katina épouse Sasha Kuzmanović (sr), musicien slovène, en 2013. Elle annonce en 2015 la naissance de son premier enfant. Le couple divorce en 2019. La chanteuse se marie avec Dmitry Spiridonov, un homme d'affaires russe en 2022. L'année suivante, elle donne naissance à son deuxième enfant. 

### Soutien à la communauté LGBT
En septembre 2012, Katina participe au festival Queerfest à Saint-Pétersbourg. Volkova, la deuxième chanteuse du groupe t.A.T.u, lors d'une émission télévisée, tient des propos homophobes en 2014. Katina, réagit à ces propos : « Bonjour à tous ! Je vois ces derniers temps quelques commentaires concernant ma position sur les LGBT et ma religion. Je peux dire une chose : Dieu nous enseigne à vivre dans l'amour, à être tolérants et à ne pas juger les autres ! Et c'est ce que je fais ! L'amour est l'amour et c'est un sentiment merveilleux ! Je pense que chacun devrait être libre d'aimer qui il aime et d'être avec qui il veut passer sa vie ! Xoxo ».  

## Conflit avec Julia Volkova
La dispute entre Julia Volkova et Lena Katina remonte à 2010, lorsque Volkova exprime son opinion sur la carrière solo de Katina, en déclarant : « Elle a le droit de [chanter les chansons de t.A.T.u.], mais c'est tellement stupide, absolument stupide. Si vous faites une carrière solo, cela signifie que vous faites votre propre travail. Les choses qu'elle fait, je pense, sont stupides et très bientôt sa carrière va diminuer et disparaître ». Katina réagit sur sa page YouTube en déclarant : « J'ai vu l'interview de Julia. Bien sûr, je suis bouleversée. Mais je tiens à dire à tout le monde que j'ai une attitude totalement opposée à toute cette situation, y compris au projet de Julia. Je pense que c'est une personne très talentueuse et j'espère sincèrement qu'elle réussira dans tout ce qu'elle entreprend ». Lors d'une interview en janvier 2012, Volkova déclare qu'elle ne communique plus avec Katina.
Le duo s'est brièvement reformé entre 2012 et 2014 avec une performance à The Voice Roumanie lors de la promotion de l'édition rééditée de l'album 200 km/h in the Wrong Lane, un concert à Kiev et une performance d'ouverture aux Jeux olympiques d'hiver de 2014 à Sotchi,. Le 22 mai 2014, les deux chanteuses présentent le clip Together Apart au Festival de Cannes, qui fait partie du projet A Sight of Cupid de Cornetto Ru contenant plusieurs courts-métrages sur l'amour. La vidéo accompagne leur chanson Любовь в каждом мгновении (Lyubov' v kazhdom mgnovenii) qui est enregistrée avec les musiciens Ligalize et Mike Tompkins.
En septembre 2022, les deux artistes se produisent ensemble sous le nom de t.A.T.u. au stade Dinamo de Minsk, en Biélorussie, dans le cadre d'un événement,. Ensuite, elles se sont produites lors d'un événement sportif au stade Gazprom de Saint-Pétersbourg en mai 2023.

## Discographie

### Albums

#### Albums studio
- 2014 : This Is Who I Am
- 2016 : Esta Soy Yo (version espagnole de This Is Who I Am)
- 2019 : Моно

#### Album live
- 2014 : European Fan Weekend 2013 Live

#### EP's
- 2011 : RAWsession – 07.14.11"
- 2012 : Never Forget (Remixes) (featuring THEE PAUS3)

### Singles

#### En solo
- 2011 : "Never Forget"
- 2013 : "Lift Me Up"
- 2014 : "Who I Am"
- 2015 : "An Invitation"
- 2016 : "Levantame" (version espagnole de "Lift Me Up")
- 2017 : "Silent Hills"
- 2018 : "После нас (After Us)"
- 2018 : "Косы (Kosy)"
- 2018 : "Макдоналдс (McDonald's)"
- 2018 : "Куришь (Kurish)"
- 2019 : "Никогда (Nikogda)"
- 2020 : "Вирус (Virus)"
- 2020 : "Убей меня нежно (Ubei Menya Nezhno)"
- 2020  : "Cry Baby"
- 2020 : "Nevermind" (version anglaise de Nikogda)
- 2021 : Из темноты (Iz temnoty)

#### En featuring
- 2011 : "Tic-Toc" (with Belanova)
- 2013 : "Я Буду Рядом - Shot (with T-killah)"
- 2014 ''Century'' (feat. Kiro et Denis Kurus)
- 2017 : "Here I Go Again (with Daddy Mercury)"

#### Singles promotionnelles
- 2010 : "Lost In This Dance" (Pridefest Mix)
- 2011 : "Keep On Breathing"
- 2013 : "Just A Day"
- 2013 : "World (Demo)"
- 2013 : "No Voy Olvidarte" (MZ Remix)
- 2014 : "Fed Up"

## Vidéos
- 2017 : DVD "Live In Rome 2014"